# Not by Chance
Not by Chance es una película Brasileña de género dramático del año 2007, dirigida por Philippe Barcinski. Protagonizada por Rodrigo Santoro y Leonardo Medeiros.

## Sinopsis
Não Por Acaso es la historia de dos personas con un carácter controlador y obsesivo. Ênio (Leonardo Medeiros) controlador de tráfico y Pedro (Rodrigo Santoro), un jugador de billar que sólo piensa en mejorar su técnica. Ambos encuentran su razón de vivir adentrándose en una perspectiva matemática que los llevará hacia la sensación de control que han deseado durante tanto tiempo.